# Roland de Jong Orlando
Roland de Jong Orlando (Schijndel, 1961-) holland szobrászművész. A matematikai arányokra alapozva készít absztrakt, geometrikus kisplasztikákat és közterületi monumentális szobrokat legtöbbször fémből, ritkán fából is. Gyakran jár Magyarországon, együttműködik a Saxon-Szász János vezette Mobil MADI Múzeummal.

## Életrajz

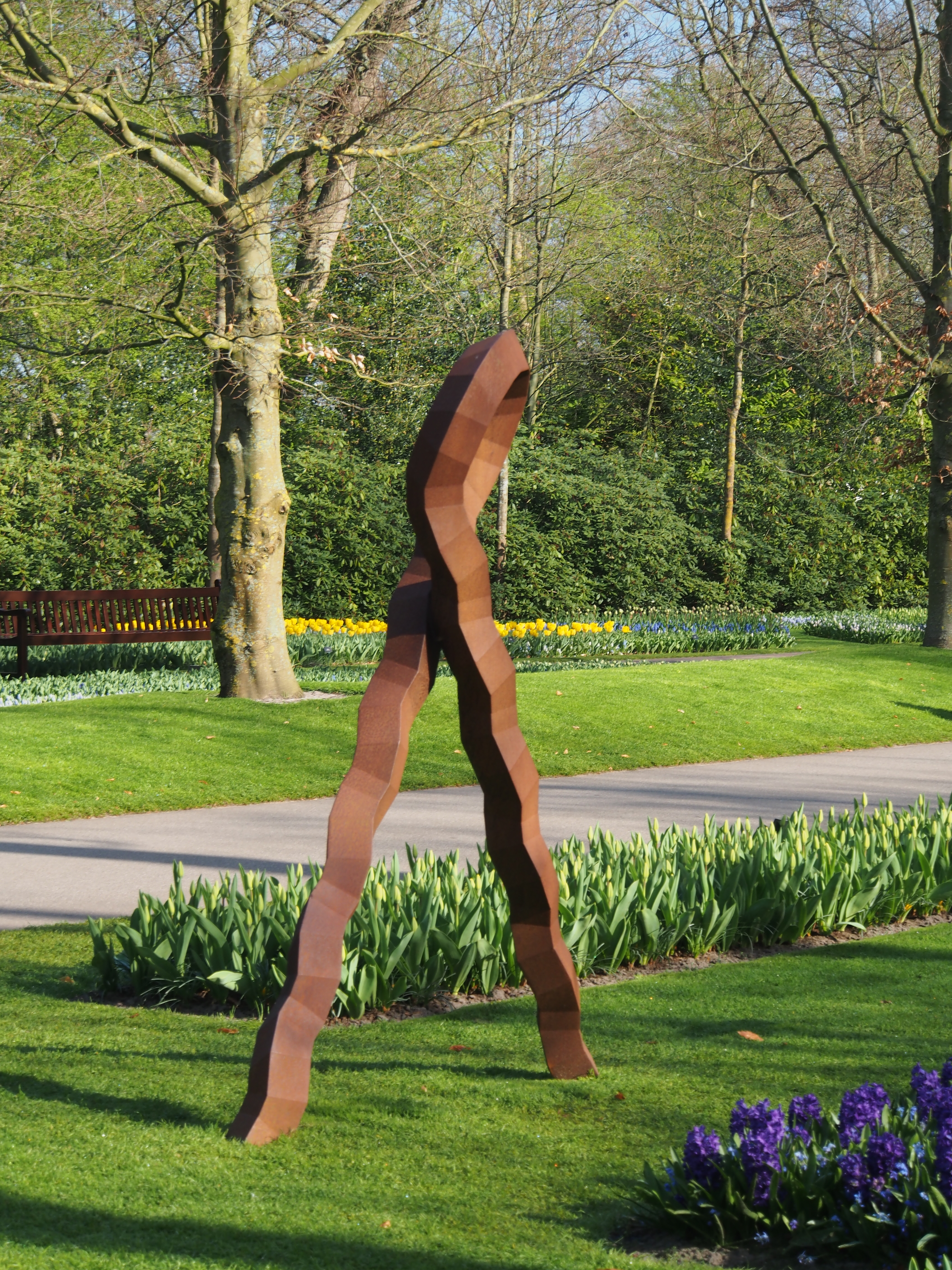
Keukenhof, TOne Step Beyond, Roland de Jong Orlando

Schijndelben született, majd az ugyancsak hollandiai Burgerbrugban élt és dolgozott. Tanulmányait az Academy of Art, Tilburg (1987) és az Academy of Art, Amszterdam (1990) intézményekben végezte.
Önálló kiállítása volt Hollandiában, Franciaországban, Szlovákiában, Magyarországon és Olaszországban. Csoportos kiállítása Moszkvában, Párizsban, Bécsben, Milánóban, Lübstorfban, Hünfeldben, Pozsonyban és Győrben, valamint Egyiptomban. Szimpóziuma San Luis Potosíban (Mexikó), s részt vett a nemzetközi faszimpóziumon Haukivuoriban (Finnország).
Hollandiában a Crystallic (Leeuwarden), a Cuijk szoborkert, a Stijl galéria (Arnhem), az SBK (Alkmaar), a Modern Kortárs Művészeti Múzeum (Schijndel) kiállításain szerepelt.
Monumentális szobrokot készített Elbląg (Lengyelország), Chiesa in Valmalenco (Olaszország), Herera (Costa Rica), San Luis Potosí és Comitán (Mexikó), Oudon (Franciaország) városok köztereire, és a hollandiai Albrandswaard, Krimpen aan den IJssel, Meppel, Heerhugowaard, Zevenaar, Voorschoten, Steenwijk, Heemskerk és Huizen városoknak. Munkái láthatók továbbá Schijndel, Schagen, Heemskerk és Alkmaar városok múzeumi gyűjteményében.
Számos nyelven beszél, poliglott. Az extravagáns cipők elkötelezett híve.

## Munkássága
Martha J. Haveman kurátor szerint nem pusztán matematikailag foglalkozik az arányokkal (Fibonacci-számok, aranymetszés), kulcsszava a játék, a felfedezés. Formát kereső művész. Munkája anyagi aspektusa fontos, ugyanakkor olyan művészetet alkot, amely mögött van egy ötlet vagy egy történet, amelynek meg kell nyilvánulnia. Nem akarja minden áron felkelteni a néző kíváncsiságát, de ez sikerül neki.
A Langenfeld Művészeti Egyesület katalógusa szerint „művészete a formáról és a színről, a ritmusról és a szerkezetről szól, de az érzékiségről is [...] Theo van Doesburg, Piet Mondrian, Max Bill” követője. Stílusa a konkrét művészet (concrete art), amely nem utal a valóságra, csupán „az, ami”.
A munkájában alkalmazott egyik alapvető szabályt Roland Phleps német szobrász fogalmazta meg, akit személyesen is ismert: „Sok művész, aki geometrikus absztrakt stílusban dolgozik, úgy gondolja, hogy nagy veszély leselkedik rá: a káosz. Bár igazuk van, van még valami, ami ugyanolyan veszélyes. Ez pedig a rend.”
Szabályokat alkalmaz tehát, hogy rendet teremtsen. De ezek a szabályok nem abszolút tényezők, mert ott van mellettük a játékosság is. A kiindulópontja a geometriai alapformák (kör, négyzet, háromszög és ezek háromdimenziós megfelelői), az alapelemekre bontás, majd a játékos újraépítés. A végső formát gyakran nem gondolja el előre, hanem építés közben „felfedezi”.

## Külső kapcsolatok
- The Museum of Geometric and MADI Art, Dallas
- QUA ART QUA SCIENCE alapítvány weblapja
- Roland de Jong Orlando weblapja
- CV of Roland de Jong Orlando